# Lipaugus uropygialis
El guardabosques alicurvo (Lipaugus uropygialis), también denominado piha ala-de-cimitarra (en Perú) o cotinga de alas curvas, es una especie de ave paseriforme de la familia Cotingidae perteneciente al género Lipaugus. Es nativo de los contrafuertes andinos en Perú y Bolivia.

## Distribución y hábitat
Se distribuye por las estribaciones orientales de los Andes en el extremo sureste del Perú (este de  Puno) y Bolivia (La Paz, Cochabamba).
Esta especie es considerada rara y local en su hábitat natural, el estrato medio y los bordes de bosques montanos entre 1800 y 2600 m de altitud.

## Estado de conservación
El guardabosques alicurvo ha sido calificado vulnerable  por la Unión Internacional para la Conservación de la Naturaleza (IUCN), debido a que su población total, estimada entre 600 y 1700 individuos maduros, se sospecha estar decayendo en menos del 25% a lo largo de tres generaciones (10 años) debido a pérdida de hábitat de alrededor de 14% a lo largo del mismo período, resultante de la deforestación y degradación de su ambiente preferencial.

## Sistemática

### Descripción original
La especie L. uropygialis fue descrita por primera vez por los zoólogos británicos Philip Lutley Sclater y Osbert Salvin en 1876 bajo el nombre científico Lathria uropygialis; su localidad tipo es: «Tilotilo, 8000 pies, La Paz, Bolivia.».

### Etimología
El nombre genérico masculino «Lipaugus» deriva del griego «λιπαυγης lipaugēs» que significa ‘oscuro’, ‘abandonado por la luz’; y el nombre de la especie «uropygialis», deriva del latín medio «uropygium» que significa ‘rabadilla’.

### Taxonomía
En el pasado fue colocada en un género monotípico Chirocylla, con base en las plumas primarias de las alas extrañamente modificadas. Los datos genéticos indican que es hermana de Lipaugus fuscocinereus. Es monotípica.